# Biografielijst Oi

## Oik
- Jarkko Oikarinen (1967), Fins computerprogrammeur
- Yuya Oikawa (1981), Japans langebaanschaatser

## Oio
- Maurizio Oioli (1981), Italiaans skeletonracer

## Ois
- Igor Oistrach (1931-2021), Russisch violist en dirigent